# Улица Станислава Прощенко
Улица Станислава Прощенко (укр. Вулиця Станіслава Прощенка) — улица города Нежина, исторически сложившаяся местность (район) Новый город; одна из главных транспортных артерий города. Пролегает от площади Заньковецкой и улицы Гоголя до улиц Космонавтов и Борзнянский Путь. 
Примыкают улицы Гребёнки, Братьев Зосим,  Николаевская, Набережная, Набережная Воробьёвская, Преображенская, Гимназическая, Редькинская, Журавская, Широкомагерская, Врачебный переулок, Академика Амосова (ранее Семашко), Лермонтова, Брюховца, Карла Либкнехта.

## История
Улица существует со времени возникновения города как часть Московского пути. В 18 веке Московская улица простиралась от Киевских ворот до пригорода Новый город. Была вымощена обтёсанными колодами (из-за этого ее также называли Мостовой). В 1881 году от Московской улицы выделен участок в отдельную улицу Гоголя. С тех пор Московская простирается от улицы Гоголя до Черниговской заставы (современной улицы Космонавтов). С правой стороны от её начала — территория бывшего Нежинского замка, где в конце 18 — начале 19 века были городские торги, а на участке между Редькинской улицей и центральным кладбищем — Ярмарочная площадь. В 1911 году на этой площади спортсмен-авиатор Сергей Исаевич Уточкин демонстрировал полёт самолёта. В 1915 году по Московской улице была проложена конка, действовавшая более 10 лет, на участке от госпиталя до земской больницы, а начиналась от ж/д станции Нежин.
На Миллионной улице в доме № 42 и на Московской улице в доме № 30 — помещения, принадлежащие военным частям — размещался «Нежинский техникум народного хозяйства», созданный в 1921 году на базе социально-экономической школы для подготовки экономистов, операторов, счетоводов и бухгалтеров народного хозяйства с периодом обучения 3 года. Принимались ученики, окончившие семилетку. Ликвидирован в 1922 году, сделав один выпуск (53 человека).
В 1921 году Московская улица переименована на улицу Красных партизан — в честь партизан времён Гражданской войны 1917-1922 годов. 
В конце улицы парной стороны расположено Центральное кладбище (Греческое). Рядом — ансамбль из трёх домов бывшего госпиталя (дом № 78). В конце улицы на перекрёстке с улицами Космонавтов и Борзнянский Путь — памятный знак советским воинам, павшим при освобождении города 15.09.1943 года. 
В доме Радиловского (№ 24) в 1888-1891 годы размещалось Нежинское музыкально-драматическое общество. На улице расположена аптека (дом № 2Б), основанная в 1740 году. В 1980-е годы на улице также были расположены лесхоззаг (дом № 5), детский клуб «Радуга» (дом № 15А), бухгалтерская школа (дом № 20), ресторан «Полесье», столовая, магазины, фотосалоны.
Улице было возвращено историческое название Московская. 
В связи со Вторжением России на Украину в 2022 году, 11 марта 2022 года улица получила современное название — в честь участника боевых действий и общественного активиста Станислава Прощенко, согласно Решению Нежинского городского совета 21 внеочередной сессии.

## Застройка
Улица пролегает в северном направлении с уклоном на восток. В начале улица пересекает по Спасскому мосту реку Остёр. Улица связывает центральную часть города Нежина с северными периферийным районом города (посёлок Космонавтов).  Парная и непарная стороны улицы заняты усадебной, малоэтажной и многоэтажной (5-этажные дома) жилой застройкой, начало улицы — нежилой застройкой (в том числе рынок). 

комплекс сооружений общественного предназначения
участок между улицами Гимназической и Редькинской
школа № 10
конец улицы: перекрёсток с улицами Брюховца и Амосова

Учреждения:
1. дом № 6 — Отдел регистрации актов гражданского состояния
2. дом № 6А — гимназия № 3
3. дом № 21 — Нежинская центральная городская больница имени М. Галицкого
4. дом № 21А — Нежинский роддом
5. дом № 22А — Нежинское районное управление МВД
6. дом № 26 — детсад № 23
7. дом № 40 — школа № 10

Памятники архитектуры, истории:
1. дом № 1 (3) — Комплекс сооружений магазинов — архитектуры местного значения
2. дом № 2 — Торговые лавки Чернова — утраченный объект культурного наследия (до 1943 года) — сейчас на его сквер им. Л. Губиной
3. дом № 2А — Греческий магазин — архитектуры местного значения
4. дом № 2Б — Аптека Лигды — архитектуры местного значения и истории местного значения
5. центральный рынок — Цейхгауз Нового замка — утраченный объект культурного наследия (до 1986 года) — сейчас часть рынка
6. центральный рынок — Склады — утраченный объект культурного наследия (до 2008 года) — сейчас часть рынка
7. дом № 3 (3А) — Дом электростанции (Первая городская электростанция) — архитектуры местного значения
8. дом № 6 — Магазин с жилой надстройкой — утраченный объект культурного наследия (до 2006 года) — сейчас парковка торгового центра
9. дом № 6 — Петропавловский костёл — утраченный объект культурного наследия (до 1943 года) — сейчас на его месте районная прокуратура
10. возле дома № 6А — памятный знак в честь учителей и выпускников школы, погибших на фронтах Великой Отечественной войны 1941-1945 годы — истории местного значения
11. возле дома № 7 — Памятный знак «Последний путь Кобзаря» — истории местного значения
12. дом № 9 — Дом, где жил Н. П. Зосима — утраченный объект (истории) культурного наследия (до 1986 года) — сейчас парковка магазина
13. дом № 13 (9) — Дом уездного народного училища, где жил и работал М. Д. Деляфлиз, в семье которого жил Доминик Пьер де ля Флиз — утраченный объект (истории) культурного наследия (до 2000 года) — сейчас сквер
14. дом № 13 — Уездное училище — утраченный объект культурного наследия (до 2000 года) — сейчас сквер
15. дом № 13 (15) — Жилой дом — архитектуры местного значения
16. дом № 14 — Преображенская церковь — архитектуры национального значения
17. дом № 15В — Памятный знак в честь Чёрной Рады, которая проходила в Нежине в 1663 году — истории местного значения
18. дом № 17 — Городская богадельня и 2 флигеля — утраченный объект культурного наследия (до 1943 года) — сейчас универмаг
19. дом № 21 — Дом, где работал М. П. Галицкий (Нежинская земская больница) — истории вновь выявленный
20. дом № 22 — Синагога Шнеерсона (Полицейский участок и жандармское управление 2-го городского округа) — архитектуры местного значения и истории вновь выявленный
21. дом № 22А — Комплекс сооружений общественного предназначения — архитектуры местного значения
22. дом № 54 — Жилой дом — архитектуры местного значения
23. дом № 78 — Комплекс сооружений греческого госпиталя (Греческая богадельня и 2 флигеля, Здания бывшего греческого инвалидного дома) — архитектуры местного значения и истории местного значения
24. перекрёсток с улицами Космонавтов и Борзнянский путь — Памятный знак воинам-освободителям города Нежина — истории местного значения